# 河北道
河北道是唐朝的一个道，所辖州府包括：卫州、相州、魏州、博州、贝州、洺州、邢州、赵州、冀州、德州、棣州、沧州、瀛州、深州、莫州、定州、恒州、易州、幽州、妫州、檀州、蓟州、平州、营州、安东都护府。

## 所辖州县
- 卫州，治汲县（今河南汲县）。辖5县：汲县、新乡县、共城县、卫县、黎阳县。
- 相州，治安阳县（今河南安阳）。辖11县：安阳县、尧城县、汤阴县、内黄县、临河县、洹水县、临漳县、邺县、成安县、滏阳县、林虑县。
- 魏州，治元城县（即贵乡，今河北大名北）。辖10县：元城县、贵乡县、魏县、昌乐县、顿丘县、临黄县、朝城县、莘县、冠氏县、馆陶县。
- 博州，治聊城县（今山东聊城）。辖6县：聊城县、武水县、堂邑县、博平县、清平县、高唐县。
- 贝州，治清河县（即清阳，今河北清河）。辖9县：清河县、清阳县、武城县、漳南县、历亭县、鄃县、临清县、宗城、经城县。
- 洺州，治永年县（今河北永年）。辖10县：永年县、邯郸县、武安县、临洺县、鸡泽县、曲周县、洺水县、平恩县、清漳县、肥乡县。
- 邢州，治龙冈县（今河北邢台）。辖9县：龙冈县、沙河县、任县、南和县、平乡县、巨鹿县、内丘、柏仁、青山。
- 赵州，治平棘县（今河北赵县）。辖9县：平棘、栾城、元氏、赞皇、高邑、瘿陶、房子、柏乡、象城县。
- 冀州，治信都县（今河北冀县）。辖9县：信都、南宫、堂阳、衡水、下博、武强、武邑、阜城、枣强县。
- 德州，治安德县（今山东陵县）。辖7县：安德、平原、平昌、将陵、长河、安陵、蓨县。
- 棣州，治厌次县（今山东惠民申桥北）。辖5县：厌次县、蒲台县、渤海县、滳河、阳信县。
- 沧州，治清池县（今河北沧县东关）。辖12县：清池县、盐山县、饶安县、无棣县、乐陵县、胡苏县、东光县、弓高、南皮、长芦、景城、鲁城县。
- 瀛州，治河间县（今河北河间）。辖6县：河间、束城、平舒、乐寿、高熙、博野，
- 深州，治陆泽县（今河北深泽）。辖4县：陆泽、鹿城、安平、饶阳。
- 莫州，治莫县（今河北雄县鄚州）。辖6县：莫县、任丘县、长丰县、文安县、唐兴县、清苑县。
- 定州，治安喜县（今河北定州）。辖11县：安喜县、义丰县、唐昌县、深泽县、无极县、鼓城县、新乐县、恒阳县、唐县、北平县、望都县。
- 恒州，治真定县（今河北正定）。辖9县：真定、九门、稿城、石邑、鹿泉、井陉、房山，灵寿、行唐。
- 易州，治易县（今河北易县）。辖8县：易县、涞水、遒县、遂城、永乐、五回、楼亭、板城。
- 幽州，治蓟县（今北京市西南城区）。领15县：蓟县、昌平、潞县、安次、固安、雍奴、会昌、归义、良乡、范阳（玄州）、龙山（昌州）、滨海（沃州）、威化（威州）、怀柔（归顺州）、辽西（燕州）。
- 妫州，治怀戎县（今河北怀来狼山）。辖1县：怀戎。
- 檀州，治密云县（今北京密云）。辖2县：密云、燕乐。
- 蓟州，治渔阳县（今天津蓟县）。辖3县：渔阳县、三河县、玉田县。
- 平州，治卢龙县（今河北卢龙）。辖3县：卢龙县、马城县、石城县。
- 营州，治柳城县（今辽宁朝阳）。辖1县，柳城县。
- 安东都护府